# Onthoofding

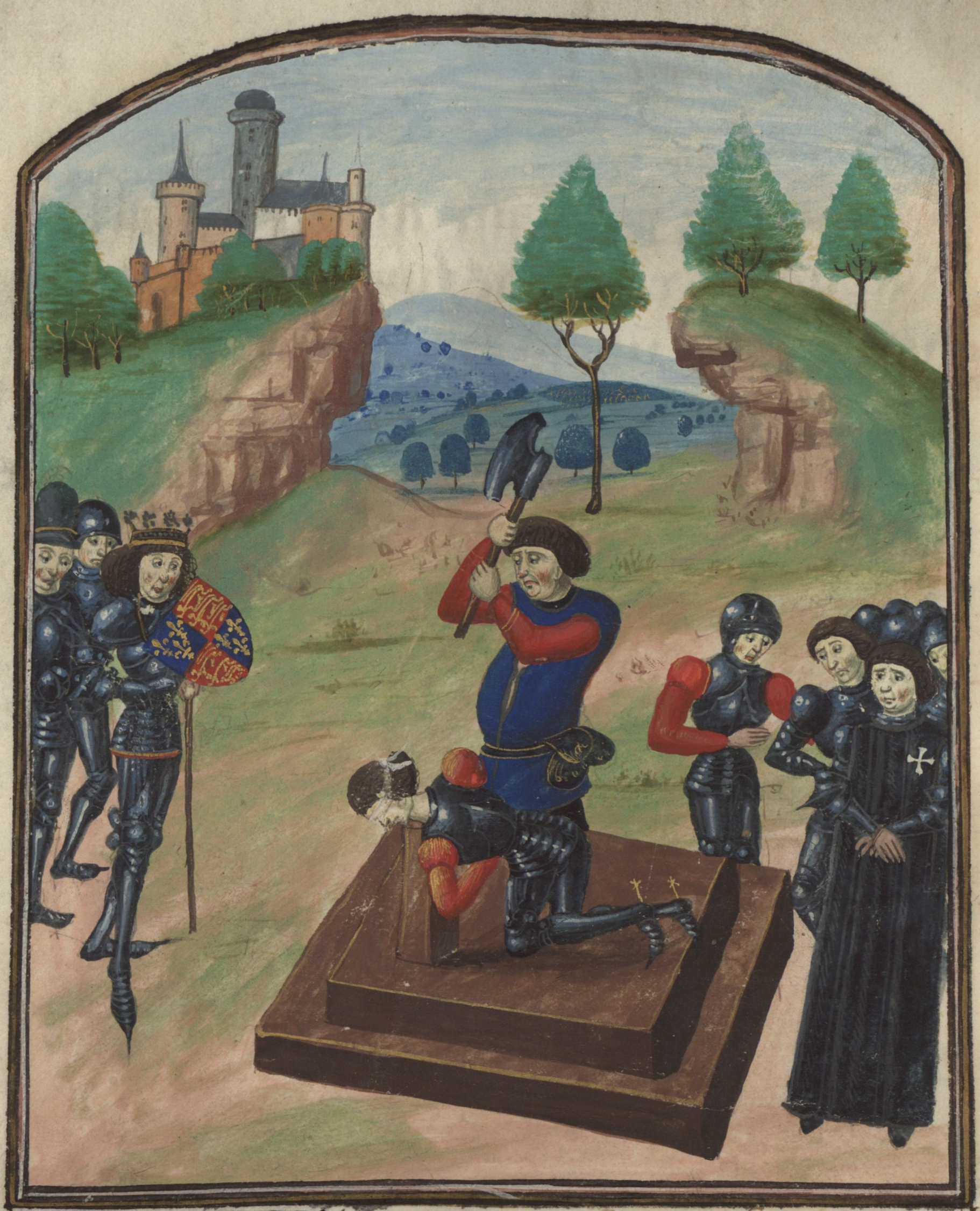
Onthoofding van de hertog van Somerset, Slag van Tewkesbury

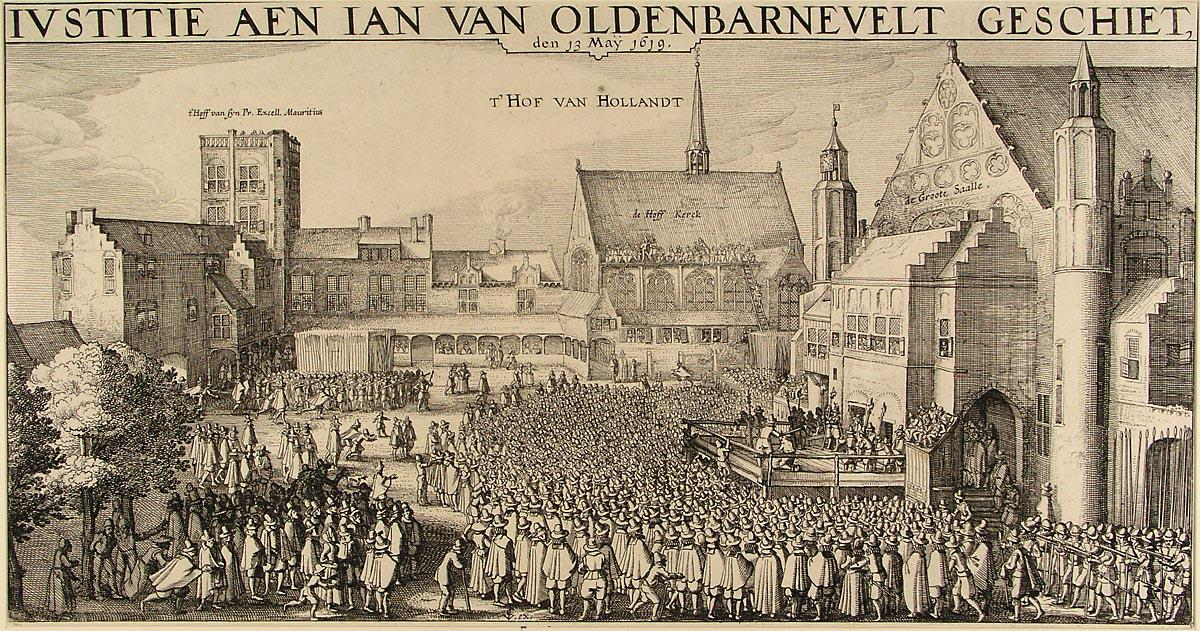
Onthoofding van Johan van Oldenbarnevelt, Claes Jansz. Visscher, 1619, Museum Boijmans Van Beuningen

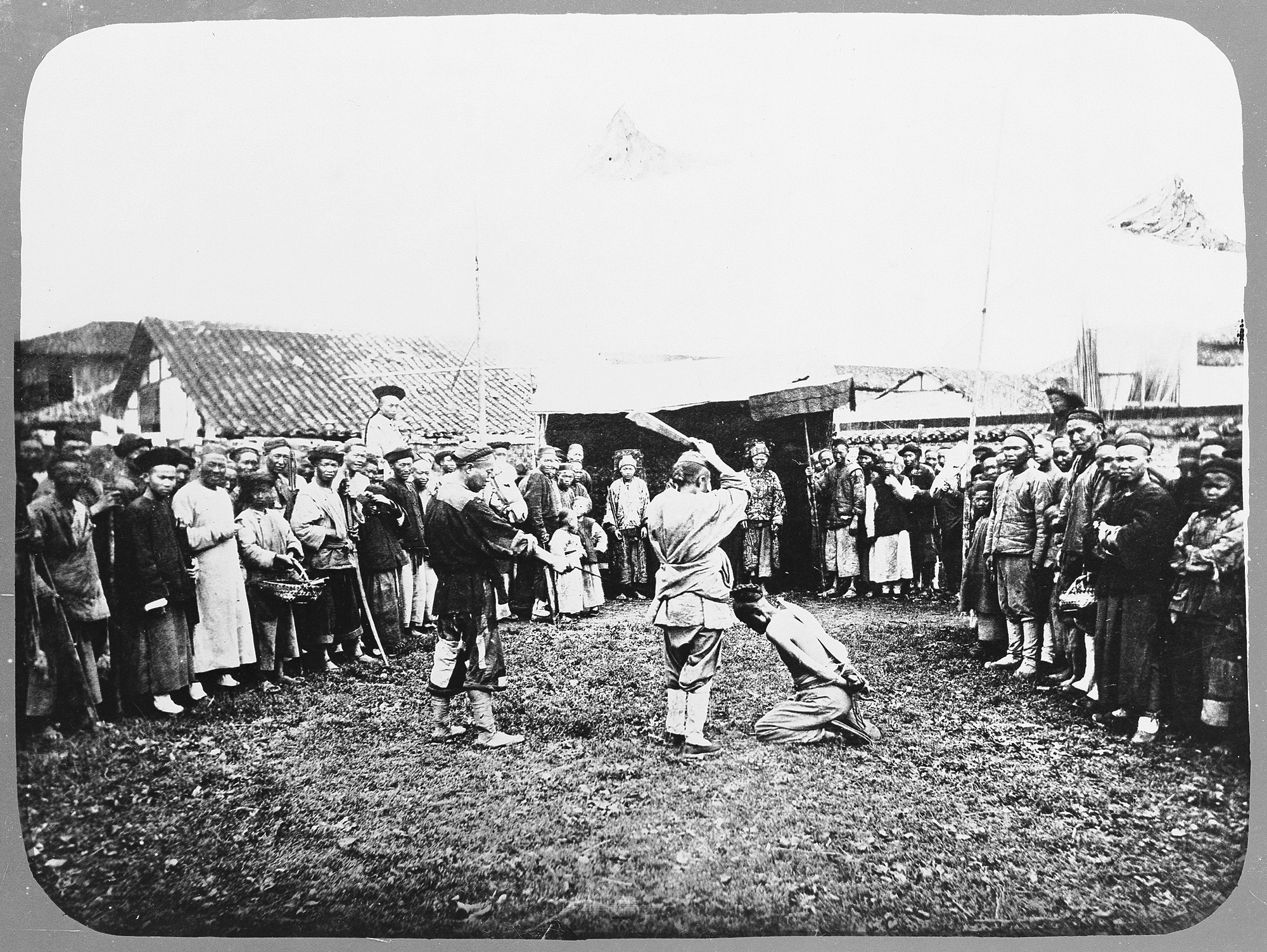
Onthoofding, Qing-dynastie (zie ook doodstraf in China)

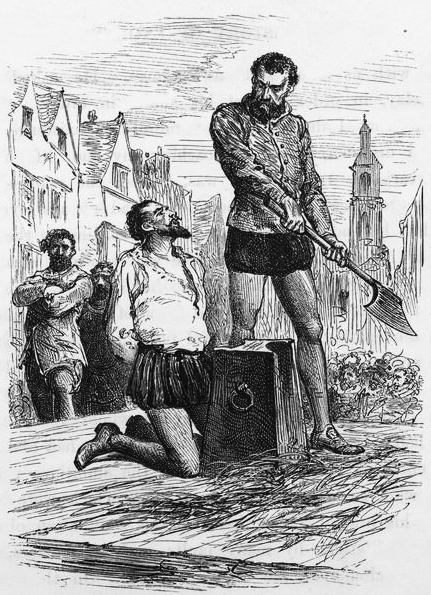
Onthoofding van Sir Walter Raleigh, 1618

Onthoofding of decapitatie is het scheiden van iemands hoofd van de rest van het lichaam. Het is al sinds de Oudheid een van de meest gebruikte methoden om de doodstraf ten uitvoer te brengen.

## Historisch

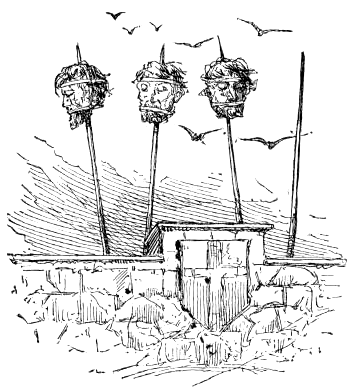
Gespietste hoofden op London Bridge

Vanouds werd een executie als afschrikking en tegelijk als volksvermaak gezien. De doodstraf werd dan ook vaak op een publieke plaats, soms midden in de stad, op een schavot voltrokken.
In het oude Rome was de bijl, voor executies, deel van het symbool van de gerechtelijke macht, de fasces, tussen bundel van roeden voor geseling. Bijlen waren ook vaak symbool van koninklijke macht in de Griekse Oudheid, zoals in Mycene. In de feodaliteit werden het justitiezwaard en/of genadezwaard symbolen van de vorstelijke macht over leven en dood, soms zelfs opgenomen onder de regalia.
In de middeleeuwen was onthoofding vooral een straf voor veroordeelden van (half-)adellijke afkomst. Wanneer het zwaard (eervol, als wapen van de ridder) of de bijl scherp was en de beul goed, gold het onthoofden als een genadige, relatief snelle en pijnloze manier om te executeren, vergeleken met wrede methodes zoals de brandstapel of vierendeling. Een beul die een onthoofding verprutste door mis te slaan of meerdere slagen nodig te hebben voor een hoofd van de romp gescheiden was, liep niet alleen betaling mis maar kon soms door woedend volk, dat bij de publieke executie aanwezig was, gelyncht worden. Goed vakmanschap was dan ook een vereiste, gewaardeerde beroeps reisden soms ver: koning Hendrik VIII liet een beul uit Calais naar Londen komen voor zijn tweede vrouw, Anna Boleyn.
Vaak werd na de onthoofding het hoofd van de veroordeelde nog enige tijd op een paal gezet als waarschuwing voor de medemens. Dit gebeurde dan meestal op het galgenveld bij een stadspoort, zodat bezoekers meteen konden zien dat men handhaving van de rechtsorde in het betreffende rechtsgebied serieus nam. Ook werden de hoofden van misdadigers soms juist boven de stadspoort opgespietst, met dezelfde bedoeling. Een lokale leider kon zelfs als teken van gehoorzaamheid het afgehakte hoofd van een rebel of buitenlandse vijand naar zijn vorst sturen. Raymond van Poitiers werd bijvoorbeeld in opdracht van Nureddin onthoofd, waarna zijn hoofd naar Bagdad werd gestuurd als trouwbetoon van Nureddin aan de kalief, die het hoofd vervolgens liet spietsen op een paal naast de stadspoort.

## Werkwijze

### Schavot
Op het schavot werd de veroordeelde onthoofd met een bijl of, bij de hogere adel, met een slagzwaard, zoals Anna Boleyn, de graven van Egmont en Horne, Frans Anneessens en andere prominenten. Thomas More stierf door de bijl. Het was veelal de keuze van de beul en van familieleden (tegen betaling), hoe en waarmee de terdoodveroordeelde geëxecuteerd zou worden.
Toen prinses Elizabeth I in 1554 als meisje in de Tower of London opgesloten zat, kwam de beul zien hoe dik haar hals was om te zien welk type bijl hij moest gebruiken, en constateerde dat één slag voldoende was. Elizabeth kwam uiteindelijk nooit op het schavot maar zou vele executies bevelen als koningin.
Een terdoodveroordeelde die van adel was, werd meestal niet gebonden, maar besliste zelf om waardig te sterven, door zijn hoofd op het kapblok te leggen en zijn armen te spreiden ten teken dat de beul mocht toeslaan. Dit was in de 16e en 17e eeuw eervol bij edellieden en personen van aanzien. Men zag de onthoofding als privilege en pijnloze methode.
Koning Karel I werd in 1649 met de bijl onthoofd. In zijn tijd was het slagzwaard niet meer zo in zwang. De degen en de floret waren nu de schermwapens. Anderzijds ging het er met het gewone volk heel anders, en minder "verfijnd" aan toe. Zij werden wel geboeid, en als het om een moordenaar ging, werd deze niet zo zachtaardig behandeld.
In Spanje werd de doodstraf vaak met de garrote uitgevoerd. In de 16e en 17e eeuw werden edellieden onthoofd. Men sneed het hoofd van de op een stoel vastgebonden veroordeelde met een mes van de romp. Een eerste snede in de keel werd als eervoller ervaren dan een eerste snede in de nek.

### Guillotine

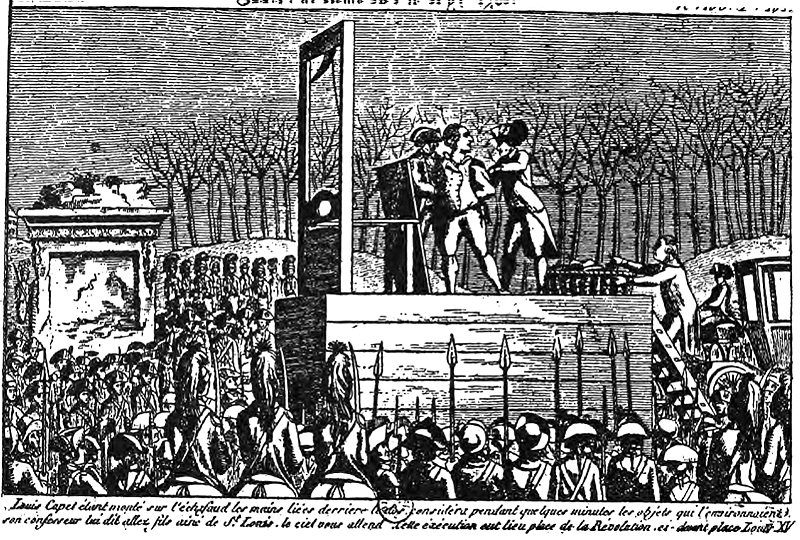
Terechtstelling van Lodewijk XVI tijdens de Franse Revolutie

Een apparaat waarmee het hoofd door een valbijl van de romp werd gescheiden bestond al in de middeleeuwen. Tijdens de Franse Revolutie ontstond een geperfectioneerde versie: de guillotine. Dit toestel werkte bijzonder snel en werd als vrijwel pijnloos beschouwd. Het werd in Frankrijk ook de enige executiemethode, ongeacht rang of stand van de veroordeelde of de aard van het misdrijf waarvoor de doodstraf gold.
Tijdens de terreur werd de guillotine op grote schaal gebruikt om echte of vermeende vijanden van de staat uit te schakelen. Daardoor ontstond een cultus van het “nationaal scheermes”. Tot 1939 waren executies met de guillotine openbaar. De guillotine verdween in 1981, toen de doodstraf in Frankrijk werd afgeschaft. In 1977 had de laatste executie plaatsgevonden, meteen de laatste wettelijke onthoofding in een democratische rechtsstaat.
Ook in andere Europese landen is de guillotine in gebruik geweest. In Duitsland, waar onthoofding na de eenmaking van het Duitse Rijk de enige vorm van terechtstelling was, werd de guillotine als Fallbeil gebruikt in een aantal deelstaten (elders bleef de handbijl in gebruik). In 1937 maakte Hitler de guillotine verplicht voor alle doodvonnissen die door gewone rechtbanken werden uitgesproken (andere vormen van executie werden toegepast in de militaire rechtspraak, voor hoogverraad en in de concentratiekampen). Zowat 16.500 mensen werden onder het naziregime onthoofd. Een van hen was Marinus van der Lubbe.
In het westen van Duitsland werd de guillotine de laatste maal gebruikt in 1949. Bij de oprichting van de Bondsrepubliek in dat jaar werd de doodstraf afgeschaft. In de Duitse Democratische Republiek vond de laatste onthoofding plaats in 1968.
In België is de guillotine gebruikt tot 1863. Enkel tijdens de Eerste Wereldoorlog vond op 26 maart 1918 uitzonderlijk een onthoofding plaats in het onbezette deel van België, waarvoor een Franse guillotine werd gebruikt. Formeel verdween de doodstraf door onthoofding pas in 1996 uit het strafrecht.
Luxemburg gebruikte de guillotine tot in 1827, Zwitserland tot in 1940. Zweden verving in 1903 de handbijl door de guillotine, maar gebruikte die slechts eenmaal (in 1910).

## Tegenwoordig
In de huidige tijd is onthoofding officieel alleen nog in Saoedi-Arabië een gebruikelijke manier om een doodvonnis te voltrekken. Dit gebeurt door middel van een zwaard.
Ten tijde van de Irakoorlog en de oorlog in Afghanistan gebruikten opstandelingen in Irak of terroristen onthoofding om gevangengenomen buitenlanders en Irakezen die met de Amerikanen hadden samengewerkt, te doden. Filmpjes van deze onthoofdingen werden via internet verspreid. Ook in de Syrische Burgeroorlog doken dergelijke video's op. Strijders van IS brengen sinds medio 2014 geregeld video's naar buiten waarop te zien is hoe zij mensen die door hen zijn gevangengenomen onthoofden, waaronder veel buitenlanders en niet-moslims. Deze filmpjes krijgen wereldwijde media-aandacht en wekken veel verontwaardiging op.
Onthoofding geschiedt ook in de Mexicaanse drugsoorlog, waarna dit online op film wordt vertoond om de tegenpartij af te schrikken.

Onthoofding
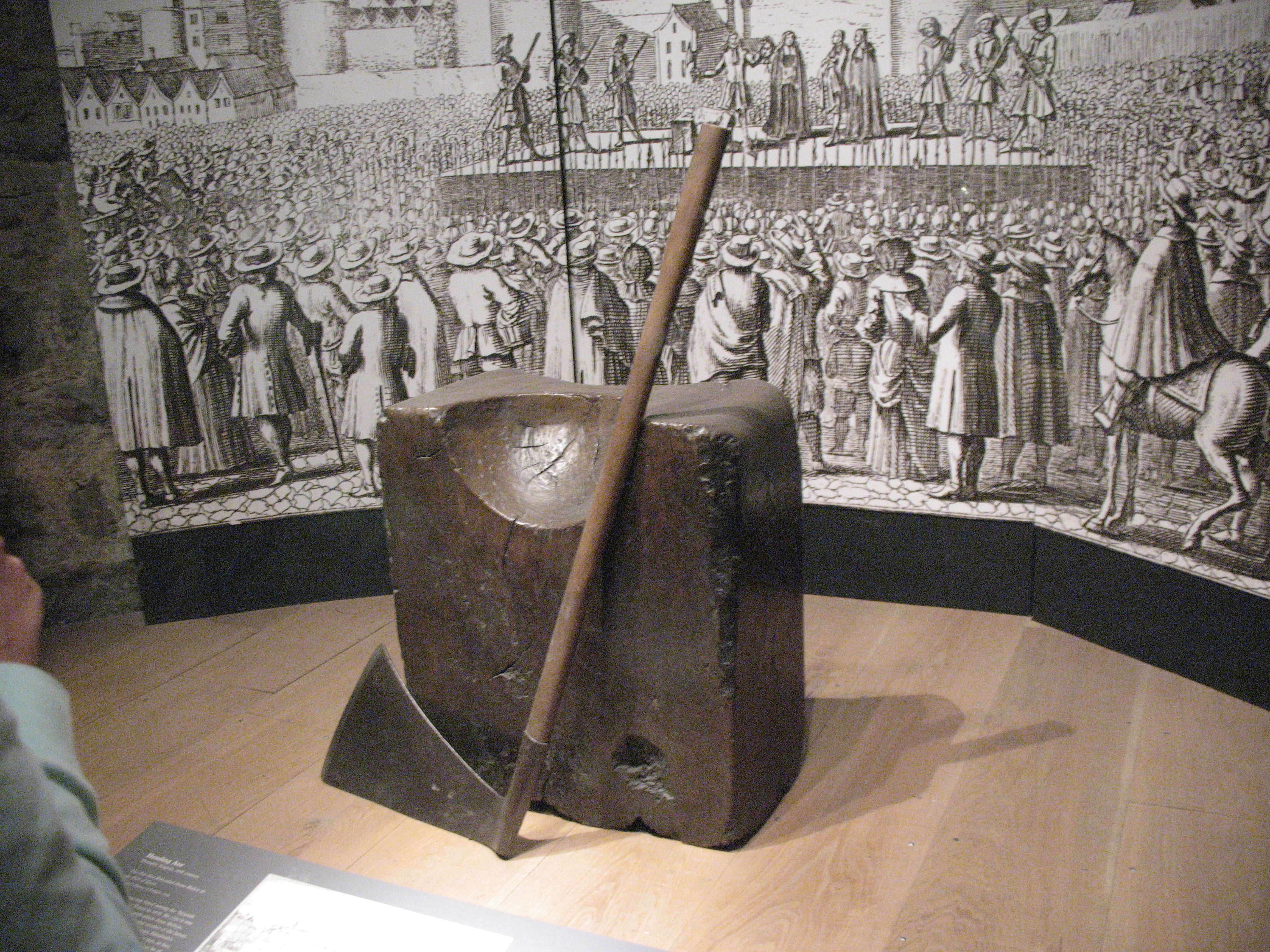
Museum in Londen
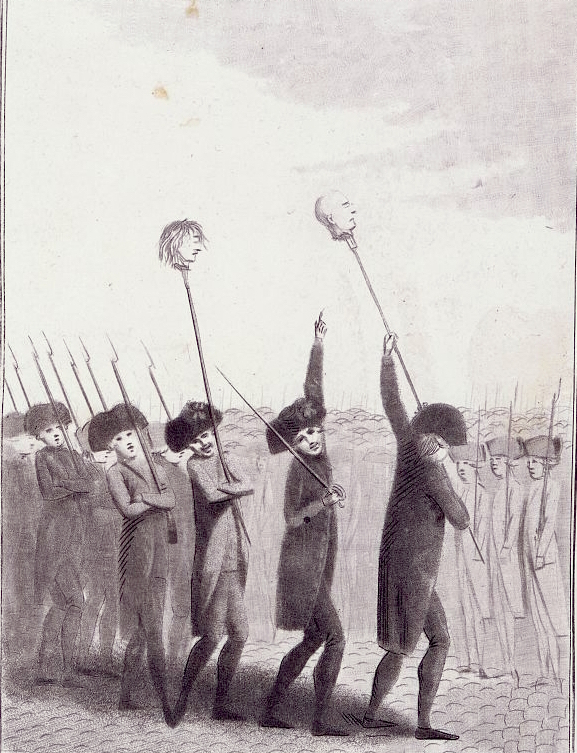
De hoofden van Bernard-René de Launay en Jacques de Flesselles worden op staken rondgedragen na de bestorming van de Bastille.
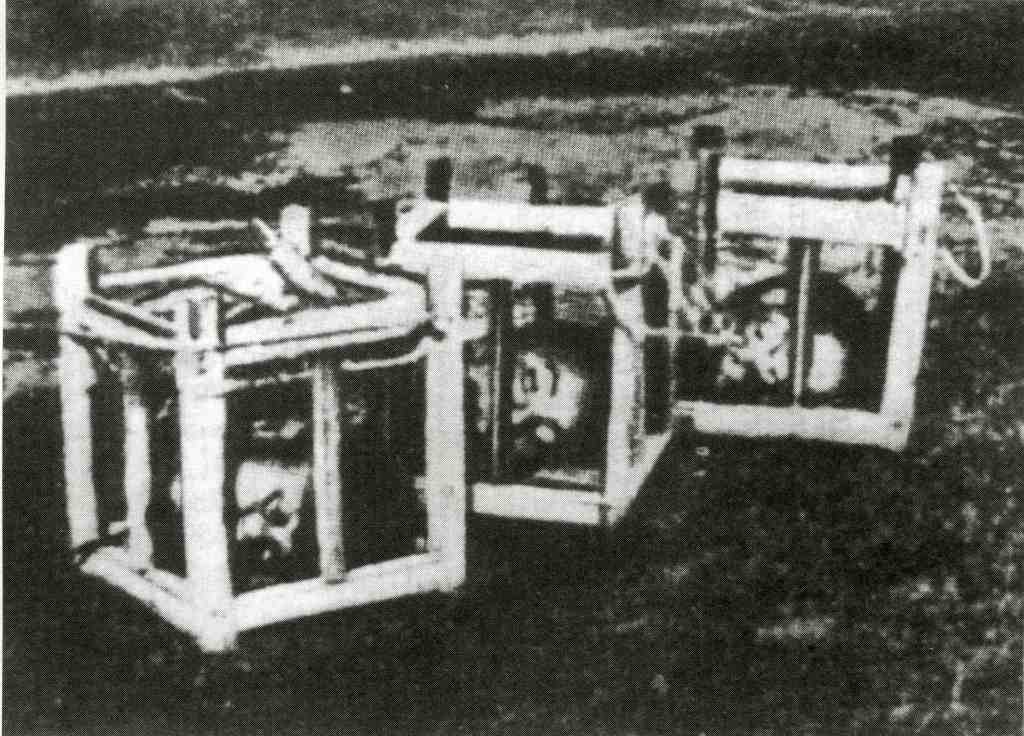
De hoofden van onthoofde boeren worden tentoongesteld tijdens de Bokseropstand, China, 1901.
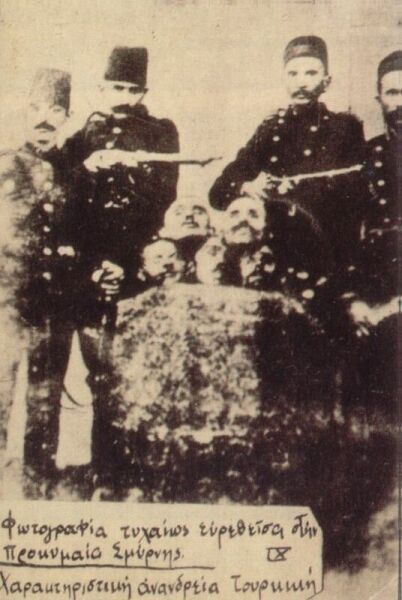
Ottomaanse troepen bij de hoofden van onthoofde Bulgaren
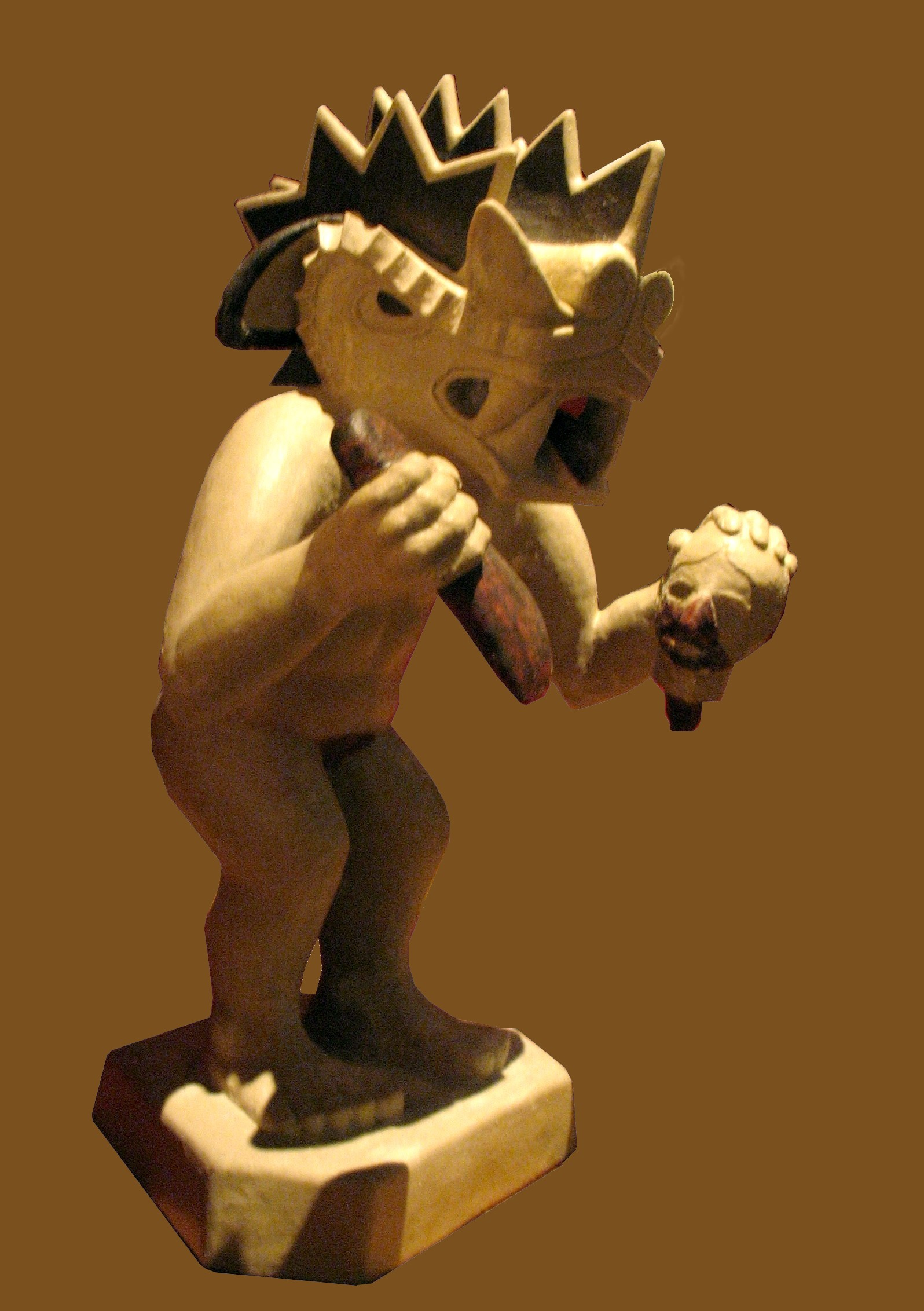
Moche-aardewerk; een krijger-priester met een tumi (een ritueel mes voor een offer) in de rechterhand en het hoofd in de linkerhand, Armémuseum, Stockholm